# Terminalia eriostachya
Terminalia eriostachya là một loài thực vật có hoa thuộc họ trâm bầu, Combretaceae. Đây là loài đặc hữu của Cuba và quần đảo Cayman. Chúng hiện đang bị đe dọa vì mất môi trường sống.